# Le Poiré-sur-Vie
Le Poiré-sur-Vie ist eine französische Gemeinde mit 8637 Einwohnern (Stand: 1. Januar 2022) im Département Vendée in der Region Pays de la Loire. Die Gemeinde gehört zum Arrondissement La Roche-sur-Yon, zum Gemeindeverband Vie et Boulogne und zum Kanton Aizenay. Die Einwohner heißen Genôts.

## Geografie
Le Poiré-sur-Vie liegt 13 Kilometer nordwestlich von La Roche-sur-Yon. Der Fluss Vie durchquert das Gemeindegebiet.
Umgeben wird Le Poiré-sur-Vie von den Nachbargemeinden Beaufou im Norden, Belleville-sur-Vie im Osten, Dompierre-sur-Yon im Südosten, Mouilleron-le-Captif und La Genétouze im Süden, Aizenay und La Chapelle-Palluau im Westen sowie Palluau im Nordwesten.

### Bevölkerungsentwicklung
- 1962: 3546
- 1968: 3551
- 1975: 3800
- 1982: 4904
- 1990: 5326
- 1999: 5786
- 2006: 7008
- 2011: 8035

## Persönlichkeiten
- Pierre-Jean-Marie Gendreau (1850–1935), römisch-katholischer Ordensgeistlicher und Apostolischer Vikar von Hanoi

## Sehenswürdigkeiten
- Château de Pont de Vie
- Château de la Métairie
- Mühle von Élise
- Kirche und Orgel, Monument historique